# 우크라이나계 우루과이인
우크라이나계 우루과이인(Ukrainians in Uruguay)은 우크라이나 혈통을 가진 우루과이 시민을 지칭한다. 수도인 몬테비데오에 많이 거주한다. 스페인어, 우크라이나어 사용을 많이 한다.

## 같이 보기
- 우크라이나계 아르헨티나인
- 우크라이나 디아스포라